# Liste der Kulturdenkmäler in Winringen
In der Liste der Kulturdenkmäler in Winringen sind alle Kulturdenkmäler der rheinland-pfälzischen Ortsgemeinde Winringen aufgeführt. Grundlage ist die Denkmalliste des Landes Rheinland-Pfalz (Stand: 27. Juni 2022).

## Einzeldenkmäler
| Bezeichnung        | Lage                       | Baujahr                             | Beschreibung                                                                             | Bild                                    |
| ------------------ | -------------------------- | ----------------------------------- | ---------------------------------------------------------------------------------------- | --------------------------------------- |
| Hofanlage          | Dorfstraße 19/20 Lage      | 1832                                | Streckhof; stattliches Wohnhaus mit Backhaus und Altenteil, bezeichnet 1832              | BW                                      |
| Glockenblumenkreuz | nordöstlich des Ortes Lage | 1760                                | Wegekreuz; spätbarocker Kreuzigungsbildstock, sogenannter Sefferner Typ, bezeichnet 1760 | BW                                      |
| Wegekreuz          | südlich des Ortes Lage     | 1717                                | nachgotisches Nischenkreuz, bezeichnet 1717                                              | BW                                      |
| Wegekreuz          | südwestlich des Ortes      | erstes Drittel des 19. Jahrhunderts | nachbarockes Sockelkreuz, wohl aus dem ersten Drittel des 19. Jahrhunderts               | Direkt Bild zu diesem Denkmal hochladen |

## Ehemalige Kulturdenkmäler
| Bezeichnung | Lage              | Baujahr | Beschreibung                                         | Bild |
| ----------- | ----------------- | ------- | ---------------------------------------------------- | ---- |
| Wohnhaus    | Dorfstraße 8 Lage | 1745    | Wohnhaus, bezeichnet 1745; aus Denkmalliste gelöscht | BW   |